# 伊爾利亞什夫卡 (舊康斯坦丁諾夫區)
49°39′38″N 27°24′37″E / 49.66056°N 27.41028°E
伊利亞希夫卡（烏克蘭語：Ілляшівка）是位於烏克蘭西部的村莊，由赫梅利尼茨基州裡赫梅利尼茨基區的米羅柳布內市鎮負責管轄。該村始建於1449年，面積2.07平方公里，海拔高度317米，2001年人口525，人口密度每平方公里253.4人。